# Giovanni Maria Nanino
Pour les articles homonymes, voir Nanino.
Giovanni Maria Nanino, également appelé Nanini (né en 1543 ou 1544 à Tivoli, alors dans les États pontificaux et mort le 11 mars 1607 à Rome), est un compositeur et maître italien de la fin de la Renaissance. Membre de l'école romaine des compositeurs, il fut le plus influent maître de musique à Rome à la fin du XVIe siècle. Il est le frère aîné du compositeur Giovanni Bernardino Nanino.

## Biographie
Nanino commence sa carrière dans sa ville natale comme soprano masculin à la cathédrale de Viterbe. En 1560, il étudie (probablement avec Giovanni Pierluigi da Palestrina) à l'église Saint-Louis-des-Français de Rome. Il succède à Palestrina en tant que maestro di cappella. En 1577, il rejoint le chœur papal comme ténor, et passe le reste de sa vie dans ce chœur, en prenant occasionnellement le tour pour le  poste de maestro di cappella.
Pendant l'année 1590, il est reconnu comme maître, et de nombreux futurs compositeurs étudièrent avec lui et chantent dans son chœur, tels que Felice Anerio, Antonio Cifra, Antonio Brunelli et Gregorio Allegri (compositeur du fameux Miserere).

## Œuvre
La production de Nanino, en tant que compositeur, n'est pas gigantesque. Il était toutefois reconnu et sa musique – particulièrement ses madrigaux – est à l'époque extrêmement populaire. Presque aucune collection de madrigaux n'a été éditée à Rome qui n'ait inclus au moins une partition de Nanino, souvent en première place dans le livre – avant même Palestrina.
Stylistiquement, ses madrigaux sont extrêmement variés. Alors qu'il n'est pas aussi complet que Marenzio, qui, après tout, a écrit plus de 500 madrigaux, les œuvres de Nanino dans le genre vont du contrepoint le plus austère aux canzonette les plus légères ; dans l'intensité expressive, il est parfois comparé à Marenzio. En plus de ses madrigaux célèbres, il écrit des motets, des arrangements de lamentations, des canons, et des chants sacrés. Avant 1980, aucune édition complète ne lui avait été consacrée et beaucoup de ses compositions musicales sont restées sous forme manuscrite.

## Sources et lectures associées
- (en) Gustave Reese, Music in the Renaissance, New York, W.W. Norton & Co., 1954 (ISBN 0-393-09530-4)

- (en) article dans (en) The New Grove Dictionary of Music and Musicians, Londres, Stanley Sadie. 20 vol. Macmillan Publishers Ltd., 1980, 856 p. (ISBN 1-56159-174-2), « Giovanni Maria Nanino »